# Sabir Rizayev
Sabir Rizayev (en azéri : Sabir Əkbər oğlu Rizayev; né le 17 avril 1924 à Erevan et mort le 20 décembre 1978 à Erevan) est un scénariste, dramaturge, critique d'art, critique de théâtre et de cinéma. Artiste émérite de la RSS d'Arménie (1975).

## Biographie
Sabir Akbar oghlu Rizayev est né à Erevan dans une famille d'intellectuels. Il est diplômé de l'école de sept ans du nom de Pouchkine à Erevan. A cette époque, son père Akbar Rizayev travaille comme chef du département Littérature turque à la rédaction du magazine Inostrannaya literatura (Littérature étrangère) à Moscou. Sabir est diplômé du lycée de Moscou et en 1942 est volontaire pour la guerre. Après la fin de la Seconde Guerre mondiale, il retourne à Erevan et travaille dans le journal Communiste. Depuis 1948, des articles critiques sur des pièces de théâtre et des films sont publiés dans la presse. Sabir Rizayev est diplômé de l'Institut du théâtre d'Erevan en 1951. 

## Parcours professionnel
En 1954, après avoir obtenu son diplôme avec mention des études supérieures de l'Institut de théâtre, de musique et de cinématographie de Leningrad (Saint-Pétersbourg), il dirige le département scénario du studio de cinéma Armenfilm et travaille comme rédacteur en chef au Comité national de la cinématographie. De 1965 jusqu'à la fin de sa vie, il est directeur adjoint de l'Institut d'art de l'Académie des sciences de la RSS d'Arménie et secrétaire du conseil d'administration de l'Union des cinéastes d'Arménie. Grâce à ses efforts, le département de cinéma est créé à l'Institut d'art et plusieurs monographies sont rédigées.
En 1975, Sabir Rizayev reçoit le titre d'Artiste honoré de la RSS d'Arménie. Les critiques d'art arméniens modernes appellent Sabir Rizayev le fondateur des études cinématographiques arméniennes. Il est le scénariste de plusieurs films. Les monographies de Sabir Rizayev Cinématographie artistique arménienne (1963), Hrajiya Nersesyan (1968), Vardan Ajamyan (1978) deviennent des livres de table de critiques d'art. Sabir Rizayev, qui connaît parfaitement la langue arménienne, écrit la plupart de ses œuvres en russe.

## Travaux de recherche
Le premier travail de recherche sur le théâtre dramatique azerbaïdjanais d'Erevan, dont il est l'auteur, est publié à Bakou en russe en 1963 sous le titre Théâtre azerbaïdjanais en Arménie. Le livre illustré de 165 pages Yunis Nuri écrit par Sabir Rizayev et le fils de l'acteur Akbar Yerevanli sur Yunis Nuri, le fondateur du théâtre azerbaïdjanais d'Erevan, est publié en azerbaïdjanais en 1982 par la Société de théâtre arménien d'Erevan.